# HD72498
HD72498 — хімічно пекулярна зоря спектрального класу
F5 й має видиму зоряну величину в смузі V приблизно  9,8.